# Interludium
Ein Interludium (von lateinisch: inter: ‚zwischen‘, ludus: ‚Spiel‘) ist ein musikalisches Zwischenspiel. – Ein szenisches Zwischenspiel wird eher als Intermedium bezeichnet, obwohl die Abgrenzung nicht immer scharf ist.
Seit dem 17. Jahrhundert wurde diese Bezeichnung für ein kleineres instrumentales Stück zwischen Opern-Szenen verwendet. Da die Interludien inhaltlich nichts mit der Oper zu tun hatten, wurden sie oft auch für andere Opern eingesetzt.
Außerdem bezeichnet der Ausdruck Interludium das oft improvisierte Orgel-Zwischenspiel zwischen Hymnen-, Psalm- oder Choralversen und -Strophen, vor allem im kirchlichen Gemeindegesang. Dazu gab es seit dem 18. Jahrhundert Richtlinien, etwa dass sich das Interludium an die Choralmelodie anlehnen müsse. Modulierende Überleitungen zwischen Suitensätzen wurden auch Interludium genannt. Seit dem 17. Jahrhundert wurden Interludien gedruckt (Henry Purcell). Der Begriff existiert noch im 20. Jahrhundert, etwa in Paul Hindemiths Ludus tonalis.
Im weiteren Sinn hat der Begriff eine eher rhetorische Bedeutung, man spricht etwa von einem Interludium, wenn ein Vortragender für kurze Zeit vom Thema abweicht, um seinen Vortrag aufzulockern. Eine Dichterlesung oder deren Aufnahme auf Tonträgern kann durch ein Interludium, also eine Zwischenmusik, aufgelockert werden. Oft ist Interludium heute eine Übersetzung des englischen Interlude: Musik-CDs, etwa Produktionen aus dem R&B-Bereich, enthalten zwischen einzelnen Liedern Zwischenstücke (interludes), die meist aus instrumentaler Musik bestehen.
Im übertragenen Sinn spricht man von einem Interludium, wenn etwa ein Künstler einen Abstecher in eine ihm eigentlich fremde Kunstsparte macht (z. B. wenn der Sänger Bobby McFerrin als Dirigent der Wiener Philharmoniker auftritt).